# División de Honor Plata femenina de Balonmano 2022-23
La División de Honor Plata femenina de balonmano 2022-23 es una temporada de la competición de liga de la tercera categoría del balonmano femenino en España, la División de Honor Plata femenina de balonmano.
Tras las jornadas de la competición regular se jugaron las eliminatorias para dilucidar las plazas de ascenso. El Costa del Almería Roquetas consiguió el preciado ascenso a División de Honor Oro y luchará por subir a la Liga Guerreras Iberdrola. En la final también subió el Ikasa Boadilla.

## Equipos
| Grupo A                             |  | Grupo B                                      |
| ----------------------------------- |  | -------------------------------------------- |
| LANZAROTE - PUERTO DEL CARMEN       |  | Lagunak                                      |
| HBC'74 Avia IEN                     |  | Club Balonmano San Adrián                    |
| Lobas Global Atac Oviedo            |  | Imdeam BM La Jota                            |
| Asmbual Meaño                       |  | Helvetia Anaitasuna                          |
| Balonmano Salud Tenerife            |  | Mecalbe Eibar Eskubaloia                     |
| Comercial Ulsa Hand Vall Valladolid |  | Schär Zaragoza                               |
| BM Palencia Turismo                 |  | Ermuko Errotobarri EKE                       |
| Club Balonmano Gijón                |  | Aiala Zarautz Z.K.E.                         |
| Rodríguez Cleba                     |  | Kukullaga Etxebarri                          |
| Rubensa BM Porriño                  |  | Club Deportivo Beti Onak                     |
| Siero Deportivo Balonmano           |  | Loizaga Const. Castro-Urdiales               |
| SAR Rodavigo                        |  | BM. Loyola                                   |
| CDEC Lavadores Vigo                 |  | Omega Peripherals Basauri                    |
| A.D. Carballal                      |  | Gaurve Asesores Elgoibar                     |
| Grupo C                             |  | Grupo D                                      |
| Joventut Handbol Mataró             |  | Antequera Costa del Sol                      |
| BM Castellón                        |  | Ikasa BM Madrid                              |
| Elda Prestigio                      |  | Jesmon BM Leganés                            |
| Handbol Sant Quirze                 |  | Soliss BM Pozuelo de CVA                     |
| Handbol Sant Joan Despí             |  | Balonmano Universidad de Granada             |
| Handbol Sant Vicenç                 |  | Santagadea Sport BM Sanse                    |
| Club Almassora Balonmano            |  | UCAM Balonmano Murcia                        |
| BM Servigroup Benidorm              |  | Core Global BM Parla                         |
| OAR Gracia Sabadell                 |  | Vino Doña Berenguela BM. Bolaños             |
| CH Amposta                          |  | Madrid Base Villaverde                       |
| Avannubo BM la Roca                 |  | Senator Hoteles BM Roquetas Bahía de Almería |
| Grupo USA Balonmano Mislata UPV     |  | Balonmano Montequinto                        |
| Club Handbol Gavà                   |  | Club Balonmano Getasur                       |
| Associació Lleidetana               |  | Costa de Almería deslumbrante                |

## Liga regular

### Grupo A
|                                                                    | Equipo                              | Puntos | J  | G  | E | P  | GF  | GC  | DG   |
| ------------------------------------------------------------------ | ----------------------------------- | ------ | -- | -- | - | -- | --- | --- | ---- |
| 1                                                                  | LANZAROTE - PUERTO DEL CARMEN       | 49     | 26 | 24 | 1 | 1  | 878 | 667 | 211  |
| 2                                                                  | INELSA SOLAR ASMUBAL MEAÑO          | 37     | 26 | 17 | 3 | 6  | 816 | 750 | 66   |
| 3                                                                  | GRUPO CHR HAND VALL VALLADOLID      | 36     | 26 | 16 | 4 | 6  | 726 | 675 | 51   |
| 4                                                                  | A.D. CARBALLAL BALONMANO            | 34     | 26 | 16 | 2 | 8  | 737 | 687 | 50   |
| 5                                                                  | RUBENSA BM PORRIÑO                  | 30     | 26 | 13 | 4 | 9  | 666 | 655 | 11   |
| 6                                                                  | Club Balonmano Gijón                | 30     | 26 | 14 | 2 | 10 | 710 | 693 | 17   |
| 7                                                                  | OLIVEIRA & FARO SAEPLAST CAÑIZA     | 27     | 26 | 13 | 1 | 12 | 728 | 724 | 4    |
| 8                                                                  | QUESOS CERRATO BM FUENTES CARRIONAS | 24     | 26 | 9  | 6 | 11 | 761 | 765 | -4   |
| 9                                                                  | SAR Rodavigo                        | 24     | 26 | 11 | 2 | 13 | 719 | 738 | -19  |
| 10                                                                 | ROCASA GRAN CANARIA                 | 23     | 26 | 11 | 1 | 14 | 770 | 741 | 29   |
| 11                                                                 | CAMARGO 74 PROPENOR REPSOL          | 21     | 26 | 9  | 3 | 14 | 644 | 682 | -38  |
| 12                                                                 | SIERO DEPORTIVO BALONMANO           | 16     | 26 | 8  | 0 | 18 | 672 | 763 | -91  |
| 13                                                                 | U.B. LAVADORES VIGO                 | 11     | 26 | 4  | 3 | 19 | 634 | 719 | -85  |
| 14                                                                 | EL PENDO CAMARGO                    | 2      | 26 | 1  | 0 | 25 | 571 | 773 | -202 |
| Fuente: Federación Española de Balonmano; actualización automática |                                     |        |    |    |   |    |     |     |      |

### Grupo B
|                                                                    | Equipo                                            | Puntos | J  | G  | E | P  | GF  | GC  | DG   |
| ------------------------------------------------------------------ | ------------------------------------------------- | ------ | -- | -- | - | -- | --- | --- | ---- |
| 1                                                                  | ZARAUTZ KE                                        | 49     | 26 | 24 | 1 | 1  | 849 | 644 | 205  |
| 2                                                                  | Sociedad Cultural Deportivo Recreativa Anaitasuna | 40     | 26 | 18 | 4 | 4  | 706 | 565 | 141  |
| 3                                                                  | Schär Zaragoza                                    | 38     | 26 | 17 | 4 | 5  | 766 | 649 | 117  |
| 4                                                                  | Club Balonmano San Adrián                         | 38     | 26 | 17 | 4 | 5  | 690 | 566 | 124  |
| 5                                                                  | BM Basauri                                        | 33     | 26 | 16 | 1 | 9  | 681 | 655 | 26   |
| 6                                                                  | BM Castrourdiales                                 | 32     | 26 | 16 | 0 | 10 | 713 | 712 | 1    |
| 7                                                                  | Gurpea Beti-Onak                                  | 29     | 26 | 13 | 3 | 10 | 646 | 612 | 34   |
| 8                                                                  | Ermuko Errotabarri Eskubaloi Kirol Elkarte        | 27     | 26 | 13 | 1 | 12 | 713 | 649 | 64   |
| 9                                                                  | Balonmano La Jota                                 | 21     | 26 | 10 | 1 | 15 | 684 | 726 | -42  |
| 10                                                                 | Kukullaga Etxebarri                               | 19     | 26 | 8  | 3 | 15 | 655 | 662 | -7   |
| 11                                                                 | Bm. Loyola                                        | 15     | 26 | 7  | 1 | 18 | 571 | 732 | -161 |
| 12                                                                 | Eibar Eskubaloitaldea                             | 12     | 26 | 5  | 2 | 19 | 542 | 640 | -98  |
| 13                                                                 | Sociedad Deportiva Lagunak                        | 11     | 26 | 5  | 1 | 20 | 495 | 680 | -185 |
| 14                                                                 | Gaurve Asesores Elgoibar                          | 0      | 26 | 0  | 0 | 26 | 531 | 750 | -219 |
| Fuente: Federación Española de Balonmano; actualización automática |                                                   |        |    |    |   |    |     |     |      |

### Grupo C
|                                                                    | Equipo                        | Puntos | J  | G  | E | P  | GF  | GC  | DG   |
| ------------------------------------------------------------------ | ----------------------------- | ------ | -- | -- | - | -- | --- | --- | ---- |
| 1                                                                  | Grupo USA Handbol Mislata UPV | 47     | 26 | 23 | 1 | 2  | 746 | 567 | 179  |
| 2                                                                  | OAR Gracia Sabadell           | 46     | 26 | 22 | 2 | 2  | 779 | 655 | 124  |
| 3                                                                  | Handbol Sant Vicenç           | 39     | 26 | 18 | 3 | 5  | 675 | 611 | 64   |
| 4                                                                  | Mubak BM La Roca              | 32     | 26 | 15 | 2 | 9  | 725 | 700 | 25   |
| 5                                                                  | Joventut Handbol Mataró       | 32     | 26 | 14 | 4 | 8  | 668 | 621 | 47   |
| 6                                                                  | Handbol Sant Joan Despí A     | 29     | 26 | 14 | 1 | 11 | 685 | 637 | 48   |
| 7                                                                  | H. Onda                       | 26     | 26 | 12 | 2 | 12 | 726 | 729 | -3   |
| 8                                                                  | EON HORNEO ALICANTE           | 25     | 26 | 11 | 3 | 12 | 682 | 662 | 20   |
| 9                                                                  | Levante UDBM Marni            | 23     | 26 | 10 | 3 | 13 | 668 | 656 | 12   |
| 10                                                                 | Lleida Handbol Club           | 18     | 26 | 9  | 0 | 17 | 652 | 710 | -58  |
| 11                                                                 | Club Handbol Gavà             | 18     | 26 | 8  | 2 | 16 | 642 | 691 | -49  |
| 12                                                                 | Club Balonmano Benidorm       | 14     | 26 | 6  | 2 | 18 | 607 | 679 | -72  |
| 13                                                                 | C.H.AMPOSTA-LAGRAMA           | 8      | 26 | 3  | 2 | 21 | 592 | 762 | -170 |
| 14                                                                 | BM. CASTELLON                 | 7      | 26 | 3  | 1 | 22 | 572 | 739 | -167 |
| Fuente: Federación Española de Balonmano; actualización automática |                               |        |    |    |   |    |     |     |      |

### Grupo D
|                                                                    | Equipo                                       | Puntos | J  | G  | E | P  | GF  | GC  | DG   |
| ------------------------------------------------------------------ | -------------------------------------------- | ------ | -- | -- | - | -- | --- | --- | ---- |
| 1                                                                  | Costa de Almería Roquetas                    | 44     | 26 | 21 | 2 | 3  | 766 | 607 | 159  |
| 2                                                                  | BALONMANO IKASA BOADILLA                     | 43     | 26 | 21 | 1 | 4  | 781 | 528 | 253  |
| 3                                                                  | Balonmano Sanse                              | 42     | 26 | 19 | 4 | 3  | 804 | 679 | 125  |
| 4                                                                  | UCAM BALONMANO MURCIA                        | 37     | 26 | 17 | 3 | 6  | 636 | 592 | 44   |
| 5                                                                  | Club Balonmano Adesal La Fuensanta           | 36     | 26 | 16 | 4 | 6  | 758 | 655 | 103  |
| 6                                                                  | Club Balonmano Femenino Málaga Costa del Sol | 29     | 26 | 12 | 5 | 9  | 624 | 643 | -19  |
| 7                                                                  | Balonmano Montequinto                        | 26     | 26 | 10 | 6 | 10 | 688 | 690 | -2   |
| 8                                                                  | BALONMANO LEGANÉS                            | 24     | 26 | 12 | 0 | 14 | 631 | 687 | -56  |
| 9                                                                  | Club Balonmano Getasur                       | 23     | 26 | 11 | 1 | 14 | 697 | 703 | -6   |
| 10                                                                 | CD Urci Almería                              | 19     | 26 | 8  | 3 | 15 | 601 | 682 | -81  |
| 11                                                                 | Córdoba de Balonmano                         | 16     | 26 | 5  | 6 | 15 | 573 | 666 | -93  |
| 12                                                                 | Club Balonmano Ciudad Imperial               | 10     | 26 | 5  | 0 | 21 | 610 | 712 | -102 |
| 13                                                                 | CDE Balonmano Parla                          | 8      | 26 | 3  | 2 | 21 | 642 | 810 | -168 |
| 14                                                                 | Club Balonmano Solúcar                       | 7      | 26 | 2  | 3 | 21 | 544 | 701 | -157 |
| Fuente: Federación Española de Balonmano; actualización automática |                                              |        |    |    |   |    |     |     |      |

## Fase de ascenso
Tras terminar la liga regular los ocho equipos que disputaron la fase de ascenso fueron Puerto del Carmen, Meaño, Zarautz, Helvetia Anaitasuna, Grupo USA Balonmano Mislata UPV, OAR Gracia Sabadell, Costa de Almería Roquetas e Ikasa que se enfrentaron en eliminatorias (los primeros clasificados jugaron la vuelta en casa).
Los cuatro equipos que ganaron las eliminatorias (Grupo USA Balonmano Mislata UPV, OAR Gracia Sabadell, Costa de Almería Roquetas e Ikasa) se enfrentaron en una liguilla de todos contra todos (3 partidos) en Roquetas de Mar (Almería) desde el 12 hasta el 14 de mayo. Seis partidos en apenas 48 horas. 
El campeón de las eliminatorias (Costa de Almería Roquetas) tendrá una plaza en la fase de ascenso a la División de Honor por lo que puede ascender dos divisiones. Ikasa Boadilla acompañó al Costa de Almería.

### Partidos de la fase de ascenso
| Jornada 1; 12 de mayo de 2023 | Ikasa Boadilla | vs.     | Grupo USA Mislata UPV | Pabellón de deportes Infanta Cristina, Roquetas de Mar |  |
|                               | 26             | Reporte | 24                    |                                                        |  |

| Jornada 1; 12 de mayo de 2023 | Costa de Almería Roquetas | vs.     | OAR Gràcia Sabadell | Pabellón de deportes Infanta Cristina, Roquetas de Mar |  |
|                               | 24                        | Reporte | 23                  |                                                        |  |

| Jornada 2; 13 de mayo de 2023 | OAR Gràcia Sabadell | vs.     | Ikasa Boadilla | Pabellón de deportes Infanta Cristina, Roquetas de Mar |  |
|                               | 18                  | Reporte | 26             |                                                        |  |

| Jornada 2; 13 de mayo de 2023 | Costa de Almería Roquetas | vs.     | Grupo USA Mislata UPV | Pabellón de deportes Infanta Cristina, Roquetas de Mar |  |
|                               | 22                        | Reporte | 26                    |                                                        |  |

| Jornada 3; 14 de mayo de 2023 | Grupo USA Mislata UPV | vs.     | OAR Gràcia Sabadell | Pabellón de deportes Infanta Cristina, Roquetas de Mar |  |
|                               | 16                    | Reporte | 27                  |                                                        |  |

| Jornada 3; 14 de mayo de 2023 | Costa de Almería Roquetas | vs.     | Ikasa Boadilla | Pabellón de deportes Infanta Cristina, Roquetas de Mar |  |
|                               | 25                        | Reporte | 19             |                                                        |  |

Tras las jornadas de la competición regular se jugaron las eliminatorias para dilucidar las plazas de ascenso. El Costa del Almería Roquetas consiguió el preciado ascenso a División de Honor Oro y luchará por subir a la Liga Guerreras Iberdrola. En la final también subió el Ikasa Boadilla. La fase final la completaron los equipos del OAR Gracia Sabadell y el Grupo USA Mislata UPV.

### Tabla clasificatoria final de la fase de ascenso
|   | Equipo                        | Puntos | J | G | E | P | GF | GC | DG |
| - | ----------------------------- | ------ | - | - | - | - | -- | -- | -- |
| 1 | Costa de Almería Roquetas     | 4      | 3 | 2 | 0 | 1 | 71 | 68 | 3  |
| 2 | Balonmano Ikasa Boadilla      | 4      | 3 | 2 | 0 | 1 | 71 | 67 | 4  |
| 3 | OAR Gracia Sabadell           | 2      | 3 | 1 | 0 | 2 | 68 | 66 | 2  |
| 4 | Grupo USA Handbol Mislata UPV | 2      | 3 | 1 | 0 | 2 | 66 | 75 | -9 |